# Universitätsbibliothek Freiberg
Die Universitätsbibliothek „Georgius Agricola“ ist eine zentrale Einrichtung der TU Bergakademie Freiberg. Den Namen Georgius Agricola trägt sie seit 1980.

## Zahlen (Stand 2023)
Die Bibliothek besitzt ca. gedruckte 700.000 Bücher und 295 laufende Abonnements von Printzeitschriften. Die digitalen Bestände umfassen ca. 180.000 Medieneinheiten, darunter sind ca. 60.000 laufend gehaltene elektronische Zeitschriften. 480 Leseplätze, vier Gruppenräume, zwei Carrels sowie Workbays und Lounge-Bereiche stehen den Benutzern in drei Lesesälen zur Verfügung. Weiterhin bietet die Bibliothek einen Veranstaltungs- und Arbeitsraum, einen Arbeitsplatz für Blinde und Sehbehinderte, einen Eltern-Kind-Raum, ein Podcaststudio, einen Mixed Reality Space sowie ein ScienceLab.
Der wissenschaftliche Altbestand verfügt über rund 22.000 Bände, außerdem über Nachlässe, Handschriften, Karten und bergmännische Risse sowie eine umfangreiche Münz- und Medaillensammlung.

## Besondere Aktivitäten
Von 1998 bis 2014 betreute die Bibliothek die von der Deutschen Forschungsgemeinschaft geförderten Sondersammelgebiete Geologie, Mineralogie, Petrologie, Bodenkunde, Bergbau, Hüttenwesen und Markscheidekunde.
Zusammen mit der Niedersächsischen Staats- und Universitätsbibliothek Göttingen entwickelt und pflegt sie seit 2002 die Virtuelle Fachbibliothek für Geowissenschaften, Bergbau, Geographie und Thematische Karten GEO-LEO. Auf dem Dokumentenserver GEO-LEOe-docs können Wissenschaftler und Studenten geo- und montanwissenschaftliche Volltexte kostenfrei publizieren und herunterladen.
1993, 2009 und 2023 fand an der Freiberger Universitätsbibliothek das Internationale Symposium „Kulturelles Erbe in Geo- und Montanwissenschaftlichen Bibliotheken – Archive – Museen – Sammlungen“ statt. Initiiert wurde die Veranstaltungsreihe u. a. von Peter Schmidt (1939–1999), der von 1971 bis zu seinem Tod als Kustos des Wissenschaftlichen Altbestandes wirkte.
Seit 2009 beteiligt die Bibliothek sich an Qucosa, dem Dokumenten- und Publikationsserver wissenschaftlicher Bibliotheken in Sachsen.
Die Digitale Bibliothek der Universitätsbibliothek Freiberg ist seit November 2013 online. Damit öffnet die Universitätsbibliothek das Fenster zu den Anfängen der montanwissenschaftlichen Forschung, indem sie historische Dokumente digitalisiert und für Interessierte in einem benutzerfreundlichen Portal kostenfrei zugänglich macht.
Zum 250-jährige Bestehen der TU Bergakademie Freiberg im Jahr 2015 entwickelte die Universitätsbibliothek gemeinsam mit der Universitätsverwaltung ein Montanportal.
Von 2016 bis 2021 betreute die UB Freiberg den von der DFG geförderten Fachinformationsdienst Montan, Bergbau und Hüttenwesen.
Im Sommer 2023 zog die Hauptbibliothek von der Agricolastraße in das neu gebaute Bibliotheks- und Hörsaalzentrum in der Winklerstraße.